# Спенсер Манго
Спенсер Томас Манго (англ. Spenser Thomas Mango; нар. 6 липня 1986, Сент-Луїс, штат Міссурі) — американський борець греко-римського стилю, дворазовий срібний та бронзовий призер Панамериканських чемпіонатів, бронзовий призер Панамериканських ігор, учасник двох Олімпійських ігор.

## Біографія
Боротьбою почав займатися з 2001 року. У 2006 році став бронзовим призером чемпіонату світу серед юніорів. Того ж року став чемпіоном світу серед студентів.

## Спортивні результати на міжнародних змаганнях

### Виступи на Олімпіадах
| Змагання                    | Збірна | Вагова категорія | Місце |
| --------------------------- | ------ | ---------------- | ----- |
| Літні Олімпійські ігри 2008 | США    | 55 кг            | 9     |
| Літні Олімпійські ігри 2012 | США    | 55 кг            | 9     |

### Виступи на Чемпіонатах світу
| Змагання                        | Збірна | Вагова категорія | Місце |
| ------------------------------- | ------ | ---------------- | ----- |
| Чемпіонат світу з боротьби 2009 | США    | 55 кг            | 9     |
| Чемпіонат світу з боротьби 2010 | США    | 55 кг            | 19    |
| Чемпіонат світу з боротьби 2011 | США    | 55 кг            | 27    |
| Чемпіонат світу з боротьби 2013 | США    | 55 кг            | 5     |
| Чемпіонат світу з боротьби 2014 | США    | 59кг             | 5     |
| Чемпіонат світу з боротьби 2015 | США    | 59 кг            | 20    |

### Виступи на Панамериканських чемпіонатах
| Змагання                                   | Збірна | Вагова категорія | Місце  |
| ------------------------------------------ | ------ | ---------------- | ------ |
| Панамериканський чемпіонат з боротьби 2009 | США    | 60 кг            | Срібло |
| Панамериканський чемпіонат з боротьби 2014 | США    | 59 кг            | Бронза |
| Панамериканський чемпіонат з боротьби 2015 | США    | 59 кг            | Срібло |

### Виступи на Панамериканських іграх
| Змагання                  | Збірна | Вагова категорія | Місце  |
| ------------------------- | ------ | ---------------- | ------ |
| Панамериканські ігри 2015 | США    | 59 кг            | Бронза |

### Виступи на Кубках світу
| Змагання                    | Збірна | Вагова категорія | Місце |
| --------------------------- | ------ | ---------------- | ----- |
| Кубок світу з боротьби 2008 | США    | 60 кг            | 7     |

### Виступи на інших змаганнях
| Змагання                                                                              | Збірна | Вагова категорія | Місце  |
| ------------------------------------------------------------------------------------- | ------ | ---------------- | ------ |
| Міжнародний меморіал Дейва Шульца 2005                                                | США    | 55 кг            | 5      |
| Чемпіонат світу з боротьби серед студентів 2006                                       | США    | 55 кг            | Золото |
| Міжнародний меморіал Дейва Шульца 2007                                                | США    | 55 кг            | Срібло |
| Міжнародний меморіал Дейва Шульца 2009                                                | США    | 55 кг            | Золото |
| Міжнародний меморіал Дейва Шульца 2010                                                | США    | 55 кг            | 5      |
| Золотий Гран-прі з боротьби 2011                                                      | США    | 55 кг            | 7      |
| Кубок Владислава Питласинські 2011                                                    | США    | 60 кг            | 19     |
| Міжнародний турнір Ньюйоркського атлетичного клубу 2011                               | США    | 60 кг            | Бронза |
| Кубок Вантаа з боротьби 2011                                                          | США    | 60 кг            | 5      |
| Міжнародний меморіал Дейва Шульца 2012                                                | США    | 55 кг            | Золото |
| Золотий Гран-прі з боротьби 2012                                                      | США    | 60 кг            | 17     |
| Олімпійський кваліфікаційний турнір з греко-римської боротьби 2012 (Кіссіммі-Орландо) | США    | 55 кг            | Срібло |
| Міжнародний турнір Любомира Івановича-Гедзи 2012                                      | США    | 60 кг            | Бронза |
| Міжнародний турнір Любомира Івановича-Гедзи 2012                                      | США    | 55 кг            | Золото |
| Міжнародний турнір Ньюйоркського атлетичного клубу 2012                               | США    | 55 кг            | Золото |
| Кубок Хапаранди 2012                                                                  | США    | 60 кг            | Срібло |
| Кубок Якоба Курбі 2013                                                                | США    | 55 кг            | Золото |
| Кубок Владислава Пітласинські 2013                                                    | США    | 55 кг            | 9      |
| Міжнародний турнір Ньюйоркського атлетичного клубу 2013                               | США    | 55 кг            | Золото |
| Золотий Гран-прі з боротьби 2013                                                      | США    | 55 кг            | 7      |
| Міжнародний меморіал Дейва Шульца 2014                                                | США    | 59 кг            | Срібло |
| Турнір Дана Колова — Николи Петрова 2014                                              | США    | 59 кг            | 5      |
| Чемпіонат світу з боротьби серед військовослужбовців 2014                             | США    | 59 кг            | 5      |
| Меморіал Олега Караваєва 2014                                                         | США    | 59 кг            | 7      |
| Гран-прі FILA 2015                                                                    | США    | 59 кг            | Срібло |
| Beat the Streets 2015                                                                 | США    | 59 кг            | Срібло |
| Міжнародний меморіал Білла Фаррелла 2015                                              | США    | 59 кг            | Золото |
| Кубок Вантаа з боротьби 2015                                                          | США    | 59 кг            | Бронза |
| Кубок Арво Хаавісто 2015                                                              | США    | 59 кг            | Бронза |
| Гран-прі Німеччини з боротьби 2016                                                    | США    | 59 кг            | 12     |